# Фабрика зірок (Росія)
«Фа́брика зірок» (рос. Фабрика звёзд) — телевізійний музичний проєкт з підтримки молодих виконавців. Виходив на Першому каналі користувався великою популярністю у телеглядачів. П'ятий випуск проєкту був відомий як «Фабрика зірок Алли Пугачової», оскільки саме співачка стала художнім керівником цього сезону проєкту.

## Участники
| Pro                    | Rookie            |
| ---------------------- | ----------------- |
| Иванушки International | Тимати            |
| Валерiя                | Стас П'єха        |
| Андрiй Губiн           | Полiна Гагарiна   |
| Дмитрий Маликов        | Дмитрий Колдун    |
| Мумий Тролль           | Юлианна Караулова |
| HI-FI                  | Гурт БИЗ          |
|                        | Доминик Джокер    |
|                        | Гурт Корни        |

## Зноски
1. ↑  Переключая каналы — Известия
2. ↑  «ТРАУР БЫЛ ВЧЕРА». Внимание! В расписании концертов невозможны изменения. Новая газета. 9 вересня 2004.
3. ↑  Пугачева устроилась на "Фабрику". Известия. 9 серпня 2004.